# 12 Days of Terror
12 Days of Terror ist ein für das Fernsehen produziertes südafrikanisches Doku-Drama von Jack Sholder aus dem Jahr 2005. Der Film beruht auf wahren Begebenheiten, die sich im Jahr 1916 vom 1. bis 12. Juli zugetragen haben. Es handelt sich um die Haiangriffe an der Küste von New Jersey. Grundlage ist das Buch Twelve Days of Terror von Robert Fernicola.

## Handlung
Der Rettungsschwimmer Alex hat Dienst am Badestrand. Im Jahr 1916 gehörte es in der Bevölkerung zum guten Ton, im Meer zu baden. Völlig unerwartet gerät ein Schwimmer in Schwierigkeiten und Alex rettet ihn. Allerdings hat das Opfer eine außergewöhnlich große Wunde am Bein und stirbt. Alles deutet auf einen Haiangriff hin, die Verantwortlichen der Stadt verneinen dies jedoch aus Angst vor wirtschaftlichen Schäden. Der Strand bleibt weiterhin uneingeschränkt geöffnet. Alex ist wie vor den Kopf gestoßen und ist sich sicher, dass es sich um einen Hai handelt. Sein Freund, der alte Kapitän Cap, ist der Meinung, dass der Haiangriff der ungewöhnlich warmen Strömung des Ozeans geschuldet ist.
Beim nächsten Strandeinsatz schwimmt ein Rettungsschwimmerkollege von Alex zu zwei Jungen, die sich zu weit weg vom Strand befinden. Nachdem er sie zurückgeschickt hat, wird er klar ersichtlich von einem Hai angegriffen, wobei er beide Beine verliert und stirbt. Nach der Errichtung eines Sicherheitszauns im Meer wird der Strand wieder als sicher freigegeben.
Einige Tage später entdeckt Cap zufällig, wie ein großer Hai vom Meer in den Kanal der Stadt schwimmt. Er versucht die Bevölkerung zu warnen. Trotzdem kann der Hai einen Jungen beim Baden angreifen und töten. Nach einem Rettungsversuch stirbt Stanley, der Verlobte von Alex’ ehemaliger Freundin, ebenfalls. Auf dem Rückweg ins Meer attackiert der Hai einen weiteren badenden Jungen, der jedoch schwerverletzt gerettet werden kann.
Die Bevölkerung ist in heller Aufregung und die Jagd auf den Hai beginnt. Mit Beteiligung von Cap und Alex kann ein weißer Hai auf dem offenen Meer gefangen werden. Als der Hai geöffnet wird, findet man menschliche Knochen und Stofffetzen. Nach Abklingen der warmen Strömung waren keine Haie mehr in Küstennähe zu entdecken.